# Turek (město)
Turek je město v Polsku ve Velkopolském vojvodství, správní středisko stejnojmenného okresu. Nachází se asi 36 km jihovýchodně od Koninu, 78 km severozápadně od Lodže a asi 188 km jihozápadně od Varšavy. Ke konci roku 2022 zde žilo 24 977 obyvatel.

## Doprava
Městem prochází státní silnice 72, která se kříží se státní silnicí 83 a vojvodskou silnicí 470.

## Památky
- Kostel Nejsvětějšího Srdce Ježíšova
- Kostel sv. Barbory
- Kostel Matky Boží Fatimské